# Bielefelder Wissenschaftspreis
Seit 2004 vergibt die Stiftung der Sparkasse Bielefeld alle zwei Jahre den Bielefelder Wissenschaftspreis. Der Preis wird im Gedenken an Niklas Luhmann, den weltbekannten Bielefelder Soziologen, verliehen. Luhmann wirkte als herausragender Forscher und Lehrer seit ihrer Gründung 1969 bis zu seinem Tod 1998 an der Universität Bielefeld. Sein Werk ist der Leistungskraft der Theorie verpflichtet und erstreckt sich auf alle Aspekte der modernen Gesellschaft. Luhmanns umfassendes juristisches, historisches und philosophisches Wissen, sein breites Interesse für Lebenswissenschaften, Pädagogik, Ethik und Ästhetik und sein zentrales Anliegen, eine umfassende Systemtheorie der gesellschaftlichen Modernisierung zu formulieren, sollen Anstoß und Verpflichtung für das Leitbild einer interdisziplinären und problemoffenen Forschung sein. Diesem Anliegen ist auch der Bielefelder Wissenschaftspreis verpflichtet. Für die Auszeichnung können Wissenschaftler aus der ganzen Welt vorgeschlagen werden, deren Forschung – insbesondere in den angesprochenen Fachrichtungen – höchsten Ansprüchen entspricht und die sich wie Niklas Luhmann um eine interdisziplinäre Forschung verdient gemacht haben.
Die Stiftung der Sparkasse Bielefeld stiftet den mit 25.000 Euro dotierten „Bielefelder Wissenschaftspreis“ im Rahmen ihrer Förderung von Wissenschaft und Forschung.

## Preisträger
- 2004: Die Soziologen Renate Mayntz und Fritz W. Scharpf
- 2006: Der Rechtsphilosoph Ronald Dworkin
- 2008: Der Historiker Quentin Skinner
- 2010: Der Soziologe und Sozialphilosoph Hans Joas
- 2012: Der Psychologe Josef Perner
- 2014: Die Wissenschaftshistorikerin Lorraine Daston
- 2016: Der Historiker Pierre Rosanvallon
- 2018: Die Historikerin Barbara Stollberg-Rilinger
- 2020: Die Medizinethikerin Bettina Schöne-Seifert
- 2022: Die Historikerin Susan Pedersen[1]
- 2024: Der Philosoph Robert B. Pippin